# Rio Capivaras
Rio Capivaras är ett vattendrag i Brasilien.   Det ligger i delstaten Santa Catarina, i den södra delen av landet, 1 400 km söder om huvudstaden Brasília.
I omgivningarna runt Rio Capivaras växer huvudsakligen savannskog. Runt Rio Capivaras är det mycket glesbefolkat, med 2 invånare per kvadratkilometer.